# 礪波郡
- 令制国一覧 > 北陸道 > 越中国 > 礪波郡
- 日本 > 中部地方 > 富山県 > 礪波郡

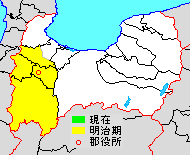
富山県礪波郡の範囲

礪波郡（となみぐん、となみのこおり）は、富山県（越中国）にあった郡。
越中四郡（射水郡、礪波郡、婦負郡、新川郡）のひとつ。越中国の南西部を占め、北を射水郡、東を婦負郡、西を加賀国、南を飛騨国に接していた。

## 郡域
1878年（明治11年）に行政区画として発足した当時の郡域は、おおむね以下の区域に相当する。
- 高岡市（戸出徳市、戸出春日、戸出市野瀬、本保、荒見崎、辻、柴野内島、六家、福田六家、大源寺、答野出、岩坪、国吉、五十里、五十里東町、五十里西町以西）
- 砺波市
- 小矢部市
- 南砺市

## 歴史
江戸時代、今石動町と城端町の2町は町奉行の管轄下に置かれ、他の郡内の町や村は郡奉行の管理にあった。1653年（承応2年）、礪波郡・射水郡を管理する郡奉行と町奉行は分割された。町奉行所は引き続き今石動町に置かれ、礪波郡・射水郡に存在する三町（今石動、城端、氷見）を支配した。郡奉行所は小杉新町（射水郡）へ移され、礪波郡・射水郡両郡を支配した。1776年（安永5年）7月、礪波郡奉行所は小杉新町から戸出へ移されるが翌年6月に小杉新町へ再度移される。1821年（文政2年）から1833年(天保4年)までの間、御郡奉行出張所が杉木新町（現砺波市）に設置される。1839年（天保10年）から4年間、礪波郡奉行所は小杉新町から杉木新町へ移される。その後、再び小杉新町に移される。今石動と城端以外の町に住む住民の身分は農民であったが実質的には町と同等に扱われていた。
郡制実施時の礪波郡の10の町は砺波十町と呼ばれた（城端町、中田町、井波町、福野町、出町、石動町、福光町、戸出町、津沢町、福岡町）。散居形態が多い砺波平野らしく10の町も満遍なく散らばっている。

### 近代以降の沿革
- 幕末時点では全域が加賀金沢藩領であった。
- 1871年（明治4年）
  - 7月14日 - 廃藩置県により金沢県の管轄となる。
  - 11月20日 - 第1次府県統合により全域が新川県の管轄となる。
- 1876年（明治9年）4月18日 - 第2次府県統合により全域が石川県の管轄となる。
- 1878年（明治11年）12月17日 - 郡区町村編制法の石川県での施行により、行政区画としての礪波郡が発足。郡役所を今石動町に設置。
- 1883年（明治16年）5月9日 - 石川県が分割され、当郡は富山県（第2次）の管轄となる。
- 1886年（明治19年） - 郡役所が杉木新町に移転。
- 1889年（明治22年）4月1日 - 町村制の施行により、以下の町村が発足。（10町71村）

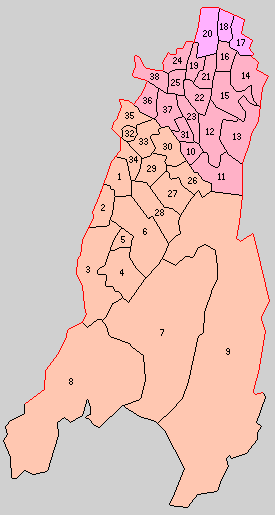
1.北山田村 2.山田村 3.南山田村 4.大鋸屋村 5.城端町 6.能美村 7.平村 8.上平村 9.利賀村 10.青島村 11.東山見村 12.雄神村 13.栴檀山村 14.栴檀野村 15.般若村 16.東般若村 17.般若野村 18.中田町 19.南般若村 20.北般若村 21.柳瀬村 22.太田村 23.中野村 24.油田村 25.庄下村 26.井波町 27.南山見村 28.井口村 29.高瀬村 30.山野村 31.種田村 32.福野町 33.南野尻村 34.広塚村 35.野尻村 36.東野尻村 37.五鹿屋村 38.出町 （桃：高岡市 赤：砺波市 橙：南砺市）

- 北山田村 ← 梅原村、古小杉村、宗守村、鍛冶村、宗守新村、林新村、館新村、荒見崎新村、徳成村、利波河村［一部］、東殿村、高畠村、神成村、久戸村、在房村（現・南砺市）
- 山田村 ← 梅井新村、中筋新村、大窪新村、細木新村、山田新村、西山田新村、赤坂新村、山田野出村、縄蔵新村、天池新村、吉江新村、山田野新村、大塚新村、竹林新村（現・南砺市）
- 南山田村 ← 上見村、塔尾村、上原村、大沢新村、西原村、千福新村、大宮野新村、野口村、金戸村［一部］、国広新村、示野村、経塚野村、大西新村、金戸新村、野田新村、野田村［一部］、是安村［一部］、信末村（現・南砺市）
- 大鋸屋村 ← 上田村、大鋸屋村、林道村、理休村［一部］、新泉沢村［一部］、中尾村、盛新村、瀬戸村（現・南砺市）
- 城端町 ← 城端町、理休村［一部］、野田村［一部］、新泉沢村［一部］、金戸村［一部］（現・南砺市）
- 能美村 ← 北野村、北野新村、東西原村、西明村、細野村、蓑谷村、正谷村、是安村［一部］（現・南砺市）
- 平村 ← 大島村、籠渡村、下出村、夏焼村、高草嶺村、東中江村、入谷村、寿川村、大崩島村、祖山村、障子倉村、城村、杉尾村、渡原村、下梨村、上松尾村、田代村、小来栖村、梨谷村、来栖村、中畑村、見座村、相倉村、上梨村、田向村（現・南砺市）
- 上平村 ← 成出村、楮村、真木村、東赤尾村、新屋村、上中田村、田下村、菅沼村、細島村、小原村、猪谷村、皆葎村、葎島村、小瀬村、漆谷村、下島村、西赤尾町村、打越村、桂村（現・南砺市）
- 利賀村 ← 水無村、大勘場村、阿別当村、坂上村、上畠村、東細島村、北島村、岩淵村、下利賀村、東下島村、南豆谷村、北豆谷村、押場村、上百瀬川村、下百瀬川村、草嶺倉村、高沼村、九里ヶ当村、仙納原村、北原村、長崎村、重倉村、大牧村、新山村、栃原村、下原村（現・南砺市）
- 青島村 ← 青島村、示野新村、示野出村（現・砺波市）
- 東山見村 ← 金屋岩黒村、前山村、小牧村、東二ツ屋村、東湯谷村、湯山村、横住村、落シ村、東名ヶ原村、隠尾村（現・砺波市）
- 雄神村 ← 庄金剛寺村、三谷村［一部］、井栗谷村［一部］（現・砺波市）
- 栴檀山村 ← 川内村、伏木谷村、五谷村、井栗谷村［一部］、寺尾村、栃上村、東別所村、浅谷村（現・砺波市）
- 栴檀野村 ← 市谷村、野村、正権寺村、池田新村、上和田村、上和田新村、池原村、芹谷村、頼成新村、芹谷本村、芹谷野新村、中条新村、福岡新村、福岡芹谷野村、二島新村、宮森新村、宮新村、増山新村、増山村（現・砺波市）
- 般若村 ← 安川村、安川新村、頼成村、徳万村、徳万新村、三合新村、栃上新村、栃上又新村、市成新村（現・砺波市）
- 東般若村 ← 東保村、東村、宮森村、権正寺村、八十歩村、本小林村、八十島新村、下中条村［一部］（現・砺波市）
- 般若野村 ← 常国村、中野若杉新村、小泉新村、滝新村、島新村、下山田村、下山田新村、東保新村、今泉新村、滝村、今泉村、円池又新村（現・高岡市）
- 中田町 ← 中田町、下麻生新村、上麻生村［一部］、下麻生村［一部］（現・高岡市）
- 南般若村 ← 秋元村、千保村、千保新村、石丸新村、大窪村、石丸又新村［一部］（現・砺波市）
- 北般若村 ← 西部金屋村、落合村、西保新村、吉住新村、吉住又新村、石代村、吉住村、増仁村、大清水村、春日吉江村、徳市村、下麻生村［一部］、上麻生村［一部］（現・高岡市）
- 柳瀬村 ← 柳瀬村、柳瀬新村、庄中村、東開発村、下中条村［一部］（現・砺波市）
- 太田村 ← 太田村、竹正村、天野新村、五郎丸新村、祖泉村、久泉村、三谷村［一部］（現・砺波市）
- 中野村 ← 上中野村、中野新村、中野出村、畑野新村、新明村（現・砺波市）
- 油田村 ← 油田中村、則安島村、十年明村、新又村、木下村、宮丸村、油田大坪村、堀内村、町村、三郎丸村、地仙村、千代村、石丸村、石丸又新村［一部］（現・砺波市）
- 庄下村 ← 大門村、大門新村、庄下館村、庄下新村、矢木村、坪内村、高道村、宮村（現・砺波市）
- 井波町 ← 井波町、北川村、松島村、藤橋村、山見村、杉谷新村（現・南砺市）
- 南山見村 ← 西院瀬見村、東城寺村、清玄寺村、蓮代寺村、志観寺村、谷村、五領村、戸板村、今里村、川原崎村、沖村（現・南砺市）
- 井口村 ← 池尻村、久保村、池田村、蛇喰村、川上中村、井口村、宮後村、広安村［一部］、利波河村［一部］（現・南砺市）
- 高瀬村 ← 高瀬村、南北市村、三清村、森清村、安清村、江田村、雨潜野村、野原村（現・南砺市）
- 山野村 ← 松崎村、松林村、松原上野村、縄之内村、岩屋村、松原出村、能毛野新村、飛騨屋村、清水明村、戸保家村、安室村、専勝寺村、高屋村、墓浦村、利屋村、軸屋村、古軸屋村、坪野村（現・南砺市）
- 種田村 ← 庄新村、五ヶ村、高儀新村、古上野村、筏村、高野新村（現・砺波市）
- 福野町 ← 福野村、寺家新屋敷村、上三日市村、苗島村［一部］、松原新村［一部］、二日町村［一部］（現・南砺市）
- 南野尻村 ← 百町村、大堀新村、元上野村、高堀村、苗島村［一部］、年代村、焼野村、焼野新村、松原新村［一部］、野尻又新村、八塚村［一部］（現・南砺市）
- 広塚村 ← 田屋村、石田村、東石田村、寺家村、広安村［一部］、八塚村［一部］、院林村［一部］（現・南砺市）
- 野尻村 ← 野尻村、上津村、岩武新村、高儀村、長源寺村、川除新村、柴田屋村、本江村［一部］、下川崎村［一部］、二日町村［一部］、上川崎村［一部］（現・南砺市）
- 東野尻村 ← 苗加村、野村島村（現・砺波市）
- 五鹿屋村 ← 五郎丸村、鹿島村、荒高屋村（現・砺波市）
- 出町 ← 杉木新村、太郎丸村、大辻村、大辻新村、深江村、神島村、中神村、鷹栖出村、杉木村［一部］（現・砺波市）

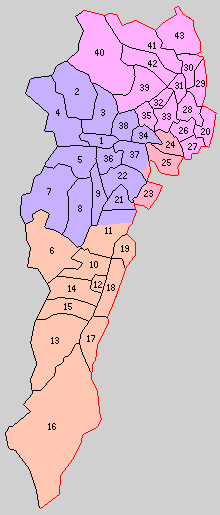
1.石動町 2.宮島村 3.子撫村 4.南谷村 5.埴生村 6.南蟹谷村 7.北蟹谷村 8.東蟹谷村 9.藪波村 10.石黒村 11.西野尻村 12.福光町 13.西太美村 14.広瀬村 15.広瀬館村 16.太美山村 17.東太美村 18.吉江村 19.東石黒村 20.戸出町 21.津沢町 22.水島村 23.鷹栖村 24.高波村 25.林村 26.醍醐村 27.是戸村 28.小勢村 29.福田村 30.東五位村 31.立野村 32.福岡町 33.山王村 34.正得村 35.大滝村 36.松沢村 37.若林村 38.荒川村 39.西五位村 40.五位山村 41.石堤村 42.赤丸村 43.国吉村 （桃：高岡市 紫：小矢部市 赤：砺波市 橙：南砺市）

- 石動町 ← 今石動町、畠中村［一部］、福町村、坂又村、寄島村、小矢部島村、小矢部村、上野本村、後谷村［一部］、桜町村［一部］、小神村［一部］（現・小矢部市）
- 宮島村 ← 二ノ滝村、北屋敷村、下屋敷村、宮中村、嶺村、屋波牧村、矢波村、糠子島村、岩崎村、了輪村、名ヶ原村、清原村、原牧村、別所滝村、高坂村、森屋村、菅ヶ原村、久利須村、原牧新村（現・小矢部市）
- 子撫村 ← 西中野村、桜町村［一部］、横谷村、宮須村、法楽寺村、田川村［一部］、六郎谷村、畠中村［一部］、宇治新村［一部］、芹川村［一部］（現・小矢部市）
- 南谷村 ← 後谷村［一部］、安楽寺村、道坪野村、峯坪野村、谷坪野村、論田村、岩尾滝村、峠村、荒間村、千石村、嘉例谷村（現・小矢部市）
- 埴生村 ← 埴生村、野端村、綾子村、蓮沼村、福久新村［一部］、長村、道林寺村、石坂村、沼新村（現・小矢部市）
- 南蟹谷村 ← 蔵ヶ原村、湯ノ谷村、小又村、能美新村、土山村、高窪村、砂子谷村、大平新村、人母村（現・南砺市）
- 北蟹谷村 ← 棚田村、末友村、今寺村、末沢新村、川開新村、臼谷村、内山村、蟹谷五郎丸村、八伏村、八講田村、北一村、松尾村、松永村（現・小矢部市）
- 東蟹谷村 ← 平桜村、平田村、小森谷村、渋江村、藤森村、名畑村［一部］、杉谷内村（現・小矢部市）
- 藪波村 ← 浅地村［一部］、安養寺新村、高木村、戸久新村［一部］、四日町村、石坂出村、島出村［一部］、下次郎島村、経田村［一部］、上次郎島村［一部］、茄子島村［一部］、名畑村［一部］（現・小矢部市）
- 石黒村 ← 和泉村、松木村、八幡村、中ノ江村、法林寺村、定龍寺村、川合田村、西勝寺村、間谷新村、桐木村［一部］、遊部村［一部］（現・南砺市）
- 西野尻村 ← 下川崎村［一部］、興法寺村（現・小矢部市）、岩木村、岩安新村、安居村、上川崎村［一部］、晩田相木村［一部］（現・南砺市）
- 福光町 ← 福光村、福光新町村、荒木村［一部］（現・南砺市）
- 西太美村 ← 小院瀬見村、小二又村、天池出村、南広谷村、糸谷新村、香城寺村、才川七村［一部］、土生村［一部］、嫁兼村［一部］（現・南砺市）
- 広瀬村 ← 小山村、竹内四ヶ村、天神村、西開発村、山本村、坂本村（現・南砺市）
- 広瀬館村 ← 祖谷村、青柴新村、南谷新村、広瀬館村、小坂村（現・南砺市）
- 太美山村 ← 刀利村、臼中村、立野脇村、綱掛村、吉見村、館村、米田村、重安村、嫁兼村［一部］、七曲村、樋瀬戸村、才川七村［一部］（現・南砺市）
- 東太美村 ← 土生村［一部］、土生新村、殿村、市野沢村、立野新村、大西村、才川七村［一部］（現・南砺市）
- 吉江村 ← 高宮村、神宮寺村、下野村、小林村、荒木村［一部］、一日市村、田中村、仏道寺村、吉江中村、遊部村［一部］（現・南砺市）
- 東石黒村 ← 下吉江村、田尻村、梅ヶ島村、布袋村、森村、桐木村［一部］、三ツ屋村、前田村、晩田相木村［一部］、院林村［一部］、上川崎村［一部］、新邸村（現・南砺市）
- 戸出町 ← 戸出村、古戸出村、中之宮村、市野瀬新村、狼村、市野瀬村（現・高岡市）
- 津沢町 ← 津沢町村、清沢新村、清水村、新西島村、西島村、蓑輪村、戸久新村［一部］、浅地村［一部］、本江村［一部］（現・小矢部市）
- 水島村 ← 水島村、上後丞村、下後丞村、内御堂村、経田村［一部］、西川原村、西川原新村、胡麻島村（現・小矢部市）
- 鷹栖村 ← 鷹栖村、不動島村（現・砺波市）
- 高波村 ← 南高木村、北高木村、坪北新村、高儀出村、荒屋新村、荒屋村、東宮森村、西宮森村（現・砺波市）
- 林村 ← 杉木村［一部］、小杉村、紺屋島村、日詰村、林村、新屋敷村、小島村、東中村、藤沢村、水宮村（現・砺波市）
- 醍醐村 ← 油屋村、横越村、後正寺村、須田村、横越新村、六ヶ新村、夏住村（現・高岡市）
- 是戸村 ← 光明寺村、岡御所村、竹村、竹北新村、放寺新村、放寺村、六十歩村、行兼村（現・高岡市）
- 小勢村 ← 伊勢領村、本保村、宮野腰村、小竹村、今市村、三ヶ村、上開発村、駒方村、駒方新村（現・高岡市）
- 福田村 ← 佐野村、福田新村、上北島村、石塚村、辻村、蔵野町村、荒見崎村（現・高岡市）
- 東五位村 ← 中保村、樋詰村、柴野内島村、内島村［一部］、蜂ヶ島村、六家村、福田六家村、大源寺村、石堤村［一部］、八口村［一部］、四日市村［一部］、答野島村［一部］（現・高岡市）
- 立野村 ← 立野村、東石堤村、渡リ村、高田島村［一部］、笹川村、高田新村、下開発村（現・高岡市）
- 福岡町 ← 福岡町、下蓑村、土田新村［一部］、荒屋敷村［一部］、大滝村［一部］、三日市村［一部］、土屋村［一部］（現・高岡市）
- 山王村 ← 小伊勢領村、小矢岡新村、矢部村、江尻村、一歩二歩村、下老子村、西川原島村、蓑島村、上蓑村（現・高岡市）
- 正得村 ← 七社村、五社村、道明村、水落村、柳原村、石名田村（現・小矢部市）
- 大滝村 ← 木舟村、柳川村、開発村、本領八百村、大滝村［一部］、荒屋敷村［一部］（現・高岡市）
- 松沢村 ← 赤倉村、金屋本江新村、野寺村、高木出村、和沢村、福住村、上次郎島村［一部］、次郎島新村、島村、鷲ヶ島村、茄子島村［一部］、小神村［一部］、島出村［一部］、福久新村［一部］（現・小矢部市）
- 若林村 ← 狐島村（現・砺波市）、西中村、下中村（現・砺波市、小矢部市）、金屋本江村、水牧村（現・小矢部市）、砂田村
- 荒川村 ← 芹川村［一部］、宇治新村［一部］、石王丸村、岡村、地崎村、田川村［一部］（現・小矢部市）
- 西五位村 ← 上田新村、竹山新村、上向田村、下向田村、藤岡新村、土屋村［一部］、三日市村［一部］、西村、鳥倉村、加茂村、馬場村、荒屋敷村［一部］、大滝村［一部］、土田新村［一部］（現・高岡市）
- 五位山村 ← 西明寺村、栃谷村、小野村、淵ヶ谷村、沢川村（現・高岡市）
- 石堤村 ← 石堤村［一部］、麻生谷村、柴野村、西広谷村、山川村、勝木原村（現・高岡市）
- 赤丸村 ← 赤丸村、向野新村、舞谷村、花尾村、高田島村［一部］、三日市村［一部］（現・高岡市）
- 国吉村 ← 四日市村［一部］、八口村［一部］、高辻村、笹八口村、五十辺村、江道村、月野谷村、手洗野村、答野島村［一部］、上八ヶ新村、広川新村、答野出村、佐加野村、加島新村、島崎村、細池村、頭川村、岩坪村、境村、内島村［一部］（現・高岡市）

- 1896年（明治29年）4月1日 - 郡制の施行のため、下記の区域をもって東礪波郡、西礪波郡が発足。同日礪波郡廃止。
  - 東礪波郡（5町33村） - 北山田村、山田村、南山田村、大鋸屋村、城端町、能美村、平村、上平村、利賀村、青島村、東山見村、雄神村、栴檀山村、栴檀野村、般若村、東般若村、般若野村、中田町、南般若村、北般若村、柳瀬村、太田村、中野村、油田村、庄下村、井波町、南山見村、井口村、高瀬村、山野村、種田村、福野町、南野尻村、広塚村、野尻村、東野尻村、五鹿屋村、出町
  - 西礪波郡（5町38村） - 石動町、宮島村、子撫村、南谷村、埴生村、南蟹谷村、北蟹谷村、東蟹谷村、藪波村、石黒村、西野尻村、福光町、西太美村、広瀬村、広瀬館村、太美山村、東太美村、吉江村、東石黒村、戸出町、津沢町、水島村、鷹栖村、高波村、林村、醍醐村、是戸村、小勢村、福田村、東五位村、立野村、福岡町、山王村、正得村、大滝村、松沢村、若林村、荒川村、西五位村、五位山村、石堤村、赤丸村、国吉村

## 式内社
延喜式神名帳には当郡に以下の7座7社が記載されており、全て小社に列している。
- 高瀬神社（南砺市高瀬）
- 長岡神社（小矢部市七社）
- 林神社（砺波市林）
- 荊波神社（論社5社）
- 比賣神社（論社4社）
- 雄神神社（砺波市庄川町庄）
- 浅井神社（論社2社。高岡市福岡町赤丸 浅井神社、高岡市石堤 浅井神社）

## 行政
出典→
郡宰・区長（参考）
| 氏名       | 就任年月日            | 退任年月日             | 備考           |
| ---------- | --------------------- | ---------------------- | -------------- |
| 板坂久太夫 | 明治3年（1870年）3月  | 不詳                   | 砺波郡郡宰     |
| 岩田次貞   | 明治9年（1876年）4月  | 明治10年（1877年）2月  | 石川県五大区長 |
| 金子篤太郎 | 明治10年（1877年）2月 | 明治11年（1878年）11月 | 石川県五大区長 |

石川県礪波郡長
| 代 | 氏名     | 就任年月日                 | 退任年月日               | 備考         |
| -- | -------- | -------------------------- | ------------------------ | ------------ |
| 1  | 石川兵蔵 | 明治11年（1878年）12月17日 | 明治16年（1883年）5月8日 | 富山県に移管 |

富山県礪波郡長
| 代 | 氏名       | 就任年月日               | 退任年月日                | 備考                 |
| -- | ---------- | ------------------------ | ------------------------- | -------------------- |
| 1  | 石川兵蔵   | 明治16年（1883年）5月9日 | 明治17年（1884年）5月     |                      |
| 2  | 相馬朔郎   | 明治17年（1884年）5月    | 明治25年（1892年）1月     |                      |
| 3  | 千々岩英一 | 明治25年（1892年）1月    | 明治25年（1892年）9月     |                      |
| 4  | 白上俊一   | 明治25年（1892年）9月    | 明治29年（1896年）1月     |                      |
| 5  | 石坂専之助 | 明治29年（1896年）2月    | 明治29年（1896年）3月31日 | 分割により礪波郡廃止 |